# Bois-Arnault
 Bois-Arnault  là một xã thuộc tỉnh Eure trong vùng Normandie miền bắc nước Pháp.